# Pseudospingus xanthophthalmus
El hemispingo modesto (Pseudospingus xanthophthalmus), también denominado frutero triste o hemispingo simple (en Perú), es una especie de ave paseriforme de la familia Thraupidae, una de las dos pertenecientes al género Pseudospingus, anteriormente situada en Hemispingus. Es endémico de regiones andinas de Perú y Bolivia.

## Distribución y hábitat
Se distribuye a lo largo de la cordillera de los Andes desde el norte de Perú (desde Amazonas, al sur del río Marañón) hasta el oeste de Bolivia (La Paz).
Esta especie es considerada poco común en sus hábitats naturales: el dosel y  los bordes de bosques montanos de altitud, principalmente entre los 2500 y los 3200 m s. n. m.

## Sistemática

### Descripción original
La especie P. xanthophthalmus fue descrita por primera vez por el ornitólogo polaco Władysław Taczanowski en 1874 bajo el nombre científico Dacnis xanthophthalma; su localidad tipo es: « Maraynioc, Junín, Perú».

### Etimología
El término genérico masculino Pseudospingus se construye con palabras en el idioma griego «pseudos» que significa falso, otro, y «σπιγγος spingos», que es el nombre común del pinzón vulgar (Fringilla coelebs), vocablo comúnmente utilizado en ornitología cuando se crea un nombre de un ave que es parecida a un pinzón; y el nombre de la especie «xanthophthalmus» se compone de las palabras del griego  «xanthos»: amarillo, y «ophthalmos»: ojo.

### Taxonomía
Las presente especie y Pseudospingus verticalis fueron tradicionalmente incluidas en el género Hemispingus, hasta que en los años 2010, diversos estudios genéticos, permitieron comprobar que las dos especies eran hermanas y formaban un clado separado del género que integraban. Con base en estos resultados, se decidió recuperar de la sinonimia de Hemispingus al género Pseudospingus y rehabilitarlo, para así ubicar esas dos especies en él. El Comité de Clasificación de Sudamérica (SACC) en la Propuesta N° 730 parte 07 aprobó esta modificación taxonómica.
Es monotípica.